# Chlamys Ledge
Chlamys Ledge är en bergstopp i Antarktis. Den ligger i Sydshetlandsöarna. Argentina, Chile och Storbritannien gör anspråk på området. Toppen på Chlamys Ledge är 65 meter över havet.
Terrängen runt Chlamys Ledge är kuperad västerut, men åt nordost är den platt. Havet är nära Chlamys Ledge åt sydost. Trakten är glest befolkad. Närmaste befolkade plats är Commandante Ferraz Station, 15,4 kilometer väster om Chlamys Ledge. 